# Psilopogon haemacephalus
El barbudo calderero (Psilopogon haemacephalus) es una especie de ave piciforme de la familia Megalaimidae que vive en el sur de Asia.
Posee una cresta y garganta de color rojo intenso, y se caracteriza por su llamada metronómica que ha sido comparada con el sonido que produce un calderero al golpear el metal con su martillo. Se la encuentra en el subcontinente indio y algunas zonas del sudeste asiático. Al igual que otros barbudos, construyen su nido perforando un hueco en un árbol. Se alimenta principalmente de frutos aunque también capturan insectos, especialmente termitas aladas.

## Descripción

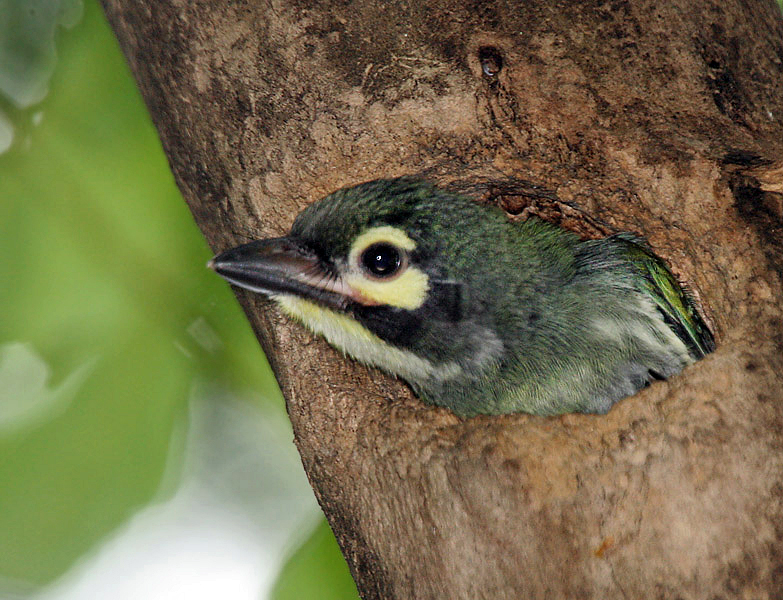
Juvenil indica sin nada de rojo. (Kolkata, India).

Esta especie de barbudo convive con varios barbudos más grandes en la mayor parte del sur de Asia. En los Ghats Occidentales solapa parcialmente con en el barbudo de garganta carmín que es muy similar en tamaño pero tiene un canto más rápido. La coloración de su plumaje lo hacen bastante distinguible. Presenta la frente roja, el aro alrededor de su ojo y garganta amarillos, enmarcados por el negro del resto de su rostro, además tiene una mancha roja en la parte superior del pecho. Sus partes superiores son de color verde y las inferiores blanquecinas densamente veteadas en oscuro. Los juveniles son de colores más apagados y carecen de manchas rojas. Ambos sexos son de colores similares. La subespecie de Sri Lanka tiene más negro en la cara, más rojo en el pecho y el veteado de las partes inferiores es más oscuro.
Durante la época de cría el desgaste de sus plumas hace parecer que sus partes superiores son azuladas.

## Taxonomía
Son una especie basal en el género Megalaima según los análisis filogenéticos. La mayoría del resto de especies son más recientes en su divergencia y especiación.
Suelen reconocerse nueve subespecies: 
- haemacephala (P. L. S. Müller, 1776) la subespecie nominal se encuentra en las islas Filipinas de Luzón y Mindoro;
- indica  (Latham, 1790) presente en el subcontinente indio, el noreste de Pakistán y que se extiende hasta Sri Lanka y Vietnam. Varias antiguas subespecies se han sintetizado en indica.

Las demás son poblaciones isleñas del sudeste asiático:
- delica (Parrot, 1907) en Sumatra;
- rosea (Dumont, 1816) en Java;
- homochroa (Dziadosz Y Parkes, 1984) de Tablas;
- celestinoi (Gilliard, 1949) presente en Catanduanes, Biliran, Samar y Leyte;
- intermedia (Shelley, 1891) se encuentra en Panay, Guimarás, Negros;
- cebuensis (Dziadosz y Parkes 1984) en Cebú;
- mindanensis Rand, 1948 en Mindanao.

## Distribución y hábitat
Se encuentra en el subcontinente indio y el sudeste asiático, desde el este de Pakistán hasta las islas Filipinas y Bali en oriente, aunque está ausente de la gran isla de Borneo, intermedia entre las Filipinas y las islas de Sumatra y Java donde sí habita.
En todo su área de distribución se encuentran en arboledas dispersas, sotos y jardines. Necesitan que en su hábitat haya troncos muertos para poder horadar los huecos ya que estas aves duermen y anidan en estas cavidades.

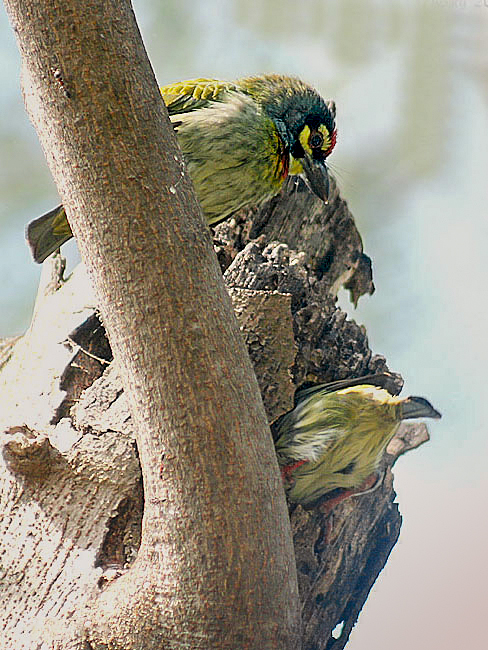
Pareja en un nido en Kolkata, India.

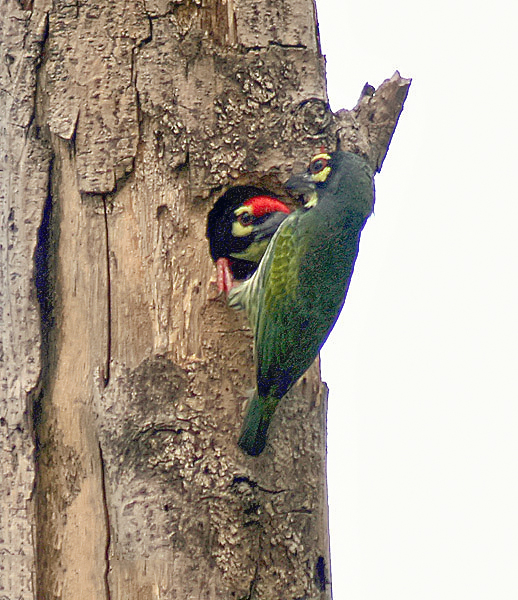
En Kolkata, West Bengal, India.

En los montes Palni del sur de la India se encuentra por debajo de lo 1200 m de altitud. En el Himalaya se encuentra principalmente en los valles y en sus estribaciones aparece hasta los 900 m. Son raros tanto en las zonas desérticas como en los bosques muy húmedos.

## Comportamiento
Suele estar en solitario, parejas o pequeños grupos, aunque ocasionalmente se pueden reunir grandes grupos en las grandes higueras en fruto. Les gusta tomar el sol por la mañana en las ramas desnudas de los árboles altos, y a menudo se desplazan para posarse cerca unos de otros. Vuela recto y con rápidos aleteos.
Compiten con otras aves frugíboras y que aniden en cavidades. Se registra que los barbudos gorgiazules los ahuyenta de los huecos de sus nidos, mientras que se ha observado que roban los frutos que lleva el macho de bulbul ventrirrojo a su hembra que está en el nido.
Las cavidades en los árboles además de para anidar se usan para descansar, allí las aves duermen solas e incluso descansan parte del día. Los inmaduros suelen dormir con sus progenitores aunque a menudo regresan al hueco más pronto para evitar que sus padres no les dejen entrar.

### Canto
Su llamada es un sonido alto y metálico en forma de tuk…tuk…tuk, que se parece al sonido que se produce al golpear un caldero de cobre, a lo que debe su nombre común. Lo repite monótonamente durante largos periodos, empezando por un tuk bajo que va subiendo de tono y volumen, además de incrementarse la frecuencia de la serie, que varía de las 108 - 121 notas por minuto al principio hasta llegar a las 204 notas del final. En invierno se vuelven silenciosos y dejan de cantar.
Su pico permanece cerrado mientras cantan - la zona de piel desnuda que tiene a ambos lados de la garganta se infla y desinfla con cada tuk.

### Alimentación

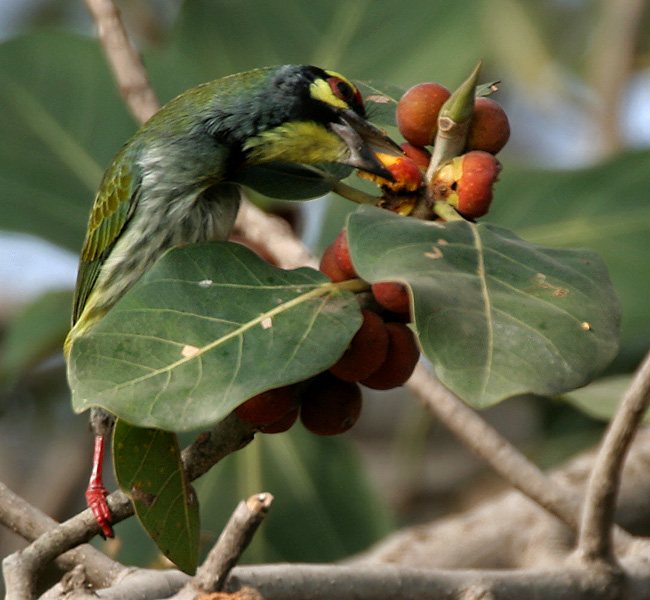
En Hyderabad, India.

Prefiere los frutos del baniano, la higuera sabrada, y otras higueras silvestres, varios tipos de drupas y bayas, y ocasionalmente atrapa insectos al vuelo. También incluye en su dieta los pétalos de las flores. Consume entre cerca del 1,5 a 3 veces el peso de su cuerpo en frutos cada día.

### Reproducción
Su cortejo consta de cantos, ahuecado de las plumas de la garganta, movimientos de cabeza y de la cola y rituales de alimentación y acicalado mutuo.
Se reproducen a lo largo de casi todo el año con variaciones locales. La época de cría transcurre principalmente entre febrero y abril en la India y de diciembre a septiembre en Sri Lanka. Ambos sexos trabajan para perforar el hueco en la base de una rama horizontal en el que además de anidar, descansarán. Ponen tres o cuatro huevos, cuyo periodo de incubación no está bien estudiado como en otras aves que anidan en cavidades aunque se estima que dura unas dos semanas. Ambos sexos se encargan de incubar. Con frecuencia crían dos nidadas sucesivamente.

### Factores de mortalidad
Los adultos suelen ser cazados por especies predadoras. En las zonas urbanas se registran colisiones mortales con muros blancos. También suelen resultar envenenados por los pesticidas.

## Gallery

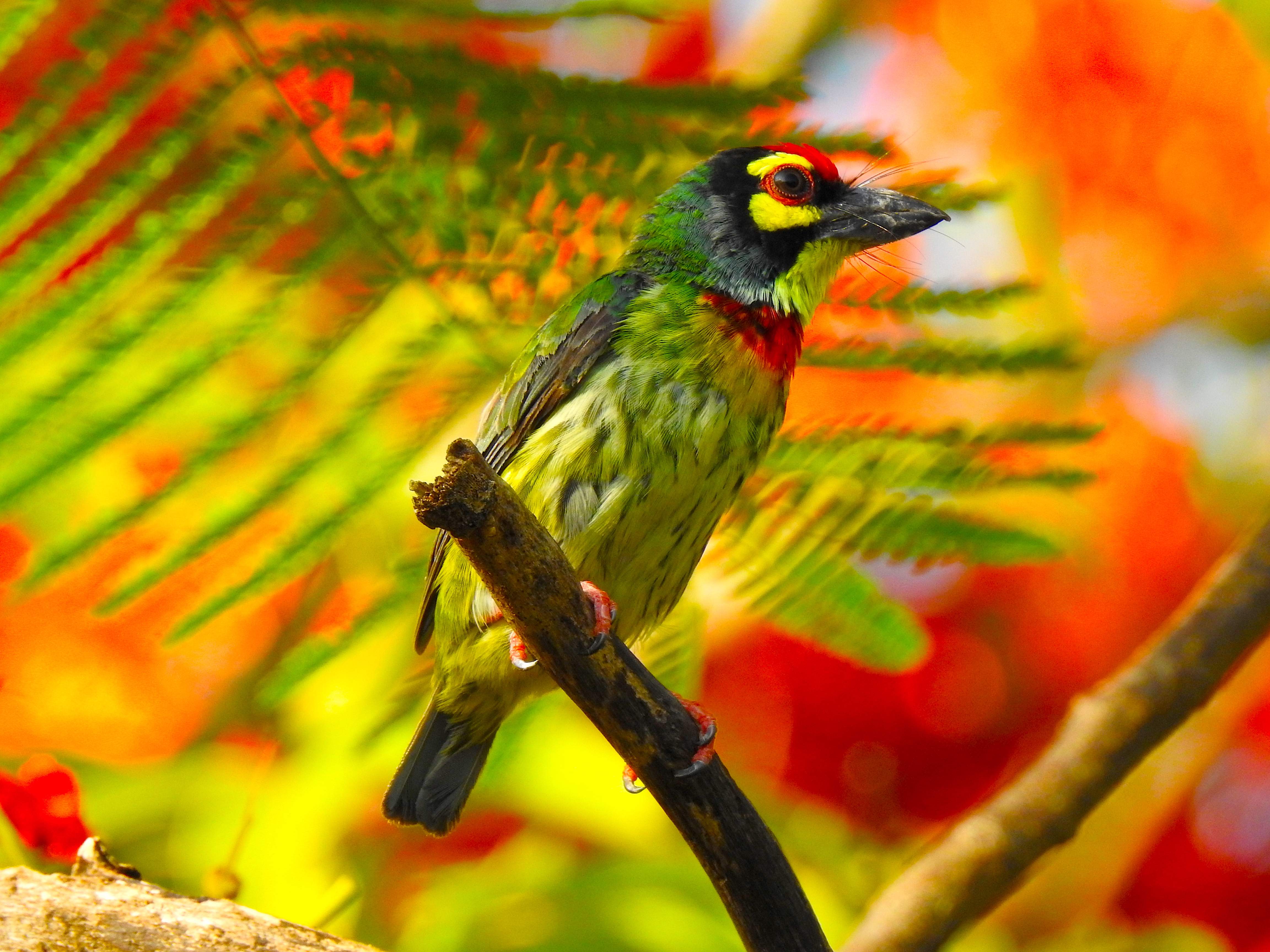
Coppersmith barbet in Queen Sirikit Park, Thailand.
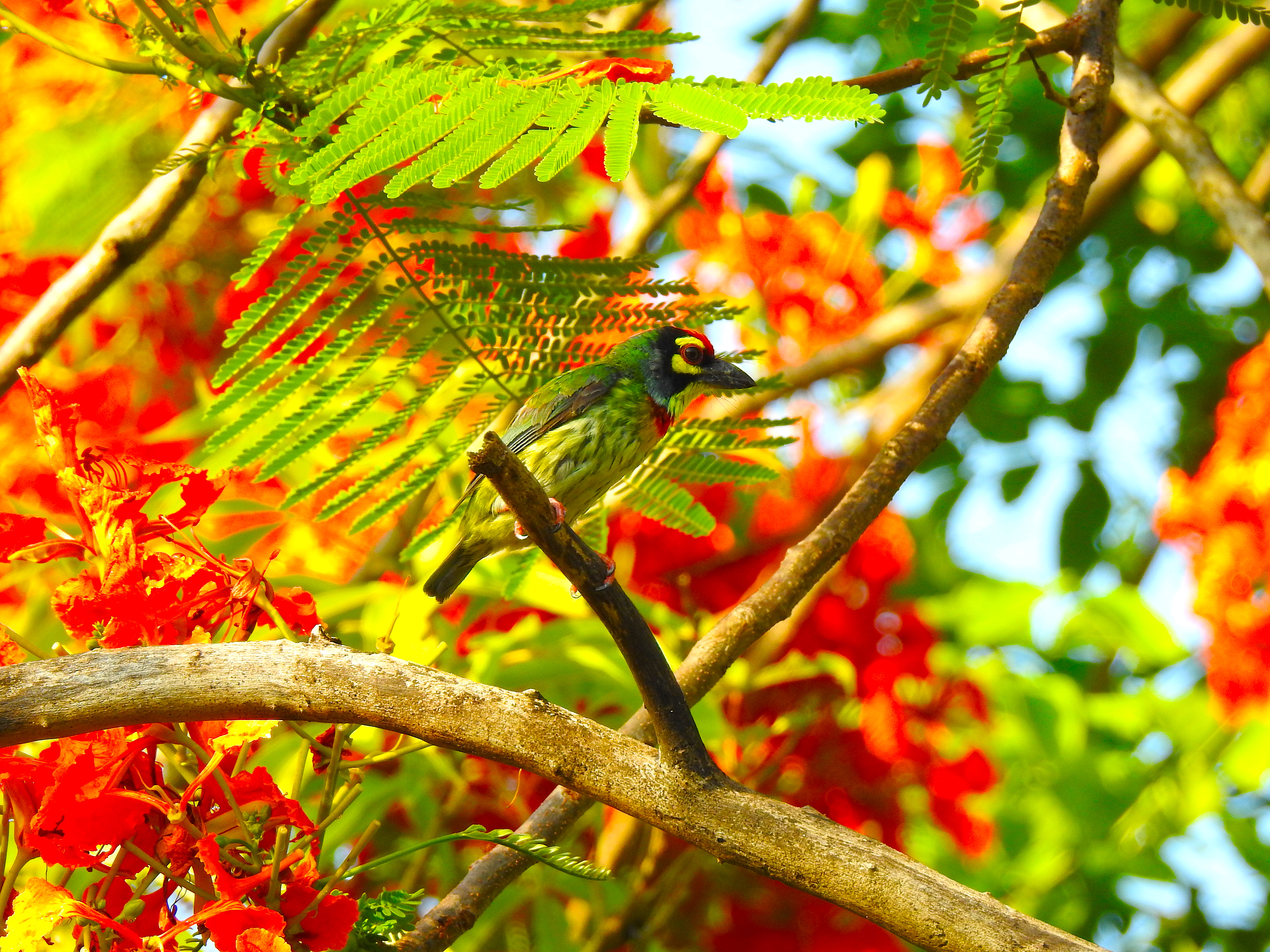
Coppersmith barbet in Queen Sirikit Park, Thailand.
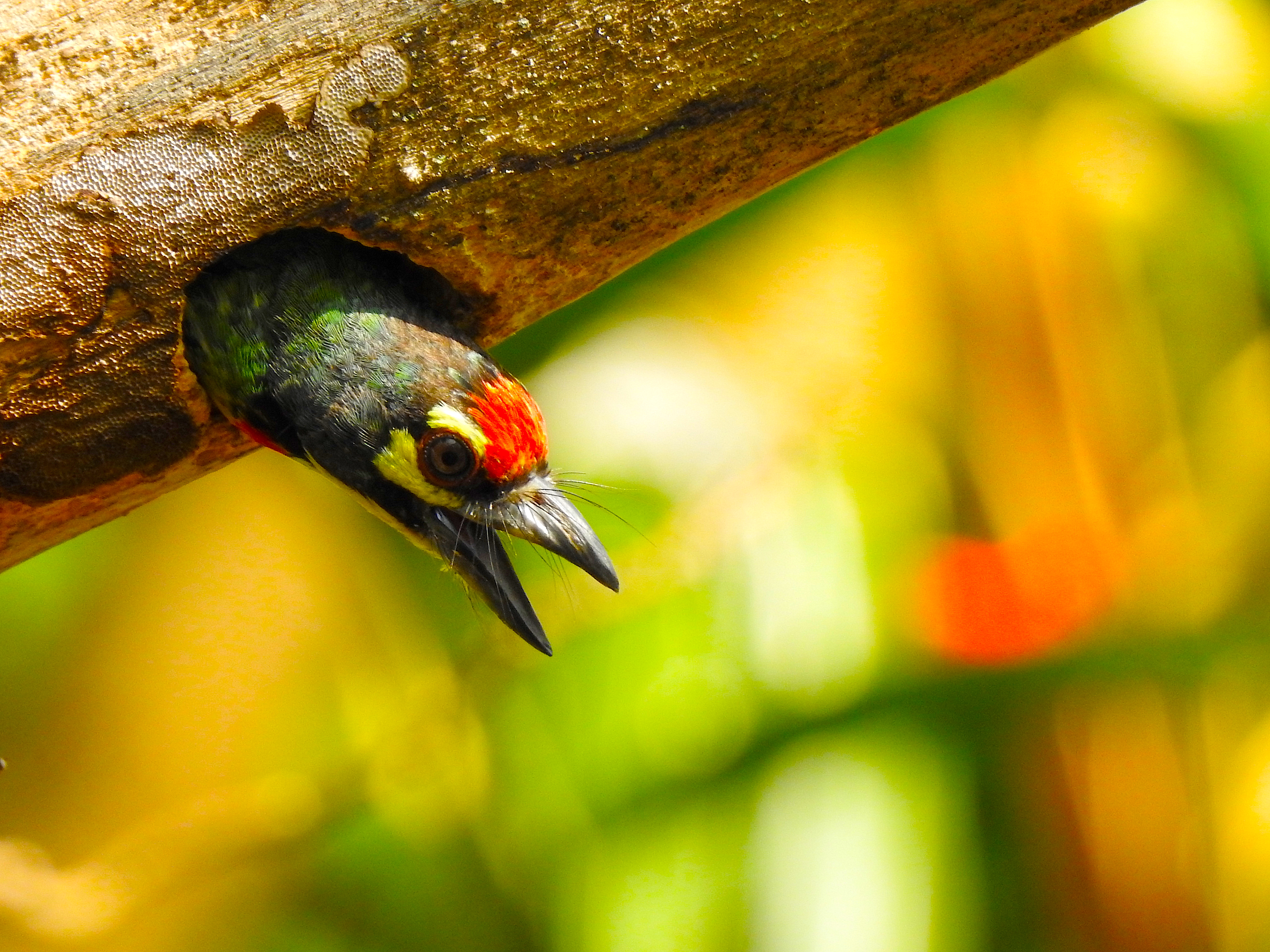
Coppersmith barbet in Queen Sirikit Park, Thailand.